# Moses (Michelangelo)
Moses er en marmorskulptur udført af Michelangelo 1513–1515, der står i kirken San Pietro in Vincoli i Rom. Skulpturen blev bestilt i 1505 til Pave Julius 2.'s monumentale grav i Peterskirken. Skulpturen forestiller Moses med lovens tavler og horn i panden baseret på en beskrivelse i Vulgata, den latinske oversættelse af Biblen, der blev anvendt på den tid.
Pave Julius 2. antog i 1505 Michelangelo til at udføre sin grav. Pave Julius 2. døde i 1513 og graven blev endeligt færdiggjort i 1545. Michelangelos oprindelige plan var omfattende og omfattede 40 statuer. Statuen af Moses skulle have været placeret på et 3,74 meter højt plateau overfor en statue af Sankt Peter.:566  I den endelige udgave af værket er Moses placeret i midten i værkets nederste del.
Skulpturene i monumentets øvre del afbilder i Jomfru Maria med Jesusbarnet og foran dem den liggende Julius II. I den nedre del flankeres Moses af Rakel og Lea. Kun de tre sidstnævnte skulpturer er fremstillet af Michelangelo.

## Kopier
Der er fremstillet flere kopier af Michelangelos Moses. I Danmark står en kopi af skulpturen i Hans Tavsens Park ved indgangen til Assistens Kirkegård på Nørrebro.

## Galleri
- Julius 2.'s gravmonument
- Detalje, der viser lovens tavler

## Eksterne links
- Wikimedia Commons har flere filer relateret til Moses (Michelangelo)

41°53′38″N 12°29′36″Ø / 41.893772222222°N 12.493305555556°Ø